# Leones de Industriales
Uniformes
Leones de Industriales est un club cubain de baseball évoluant en championnat de Cuba de baseball. Fondé en 1962, le club basé à La Havane, dispute ses matchs à domicile à l'Estadio Latinoamericano, enceinte de 55 000 places assises. Club le plus populaire à Cuba, il compte douze titres de champion national.

## Histoire
Le club fondé en 1962 est nommé Industriales en référence au plan d'industrialisation mis en place par Che Guevara, alors ministre de l'industrie. Le bleu et le blanc sont les anciennes couleurs des Alacranes del Almendares qui répondent au rouge des Leones del Habana puis des Metropolitanos Guerreros,.
S'appuyant sur une zone très peuplée (La Havane), Industriales devient rapidement le club le plus populaire à Cuba. Ses débuts sont il est vrai flamboyants avec quatre titres gagnés lors de ses quatre premières saisons sous la conduite du manager Ramon Carneado. Parmi les joueurs importants de cette période, on citera Manuel Hurtado, Rolando Pastor, Maximiano Reyes et Urbano Gonzalez.
La position de club dominant n'est pas remise en cause après la création d'un troisième club à La Havane en 1977, les Vaqueros.

## Palmarès
- Champion de Cuba : 1963, 1964, 1965, 1966, 1973, 1986, 1992, 1996, 2003, 2004, 2006, 2010.
- Vice-champion de Cuba : 1967, 1968, 1969, 1978, 1984, 1989, 1994, 1999, 2007.

## Saison par saison
| Saison    | Saison régulière | Saison régulière | Saison régulière | Saison régulière | Séries éliminatoires |
| Saison    | Class.           | Vic.             | Déf.             | %Vic.            | Séries éliminatoires |
| 1962-1963 | 1er              | 16               | 14               | 0,533            | barrages : V 2-1 Orientales |
| 1963-1964 | 1er              | 22               | 13               | 0,629            | - |
| 1964-1965 | 1er              | 25               | 14               | 0,641            | - |
| 1965-1966 | 1er              | 40               | 25               | 0,615            | - |
| 1966-1967 | 2e               | 35               | 30               | 0,538            | - |
| 1967-1968 | 2e               | 69               | 30               | 0,697            | - |
| 1968-1969 | 2e               | 68               | 31               | 0,687            | - |
| 1969-1970 | 4e               | 43               | 22               | 0,662            | - |
| 1970-1971 | 4e               | 47               | 19               | 0,712            | - |
| 1971-1972 | 3e               | 51               | 15               | 0,773            | - |
| 1972-1973 | 1er              | 53               | 25               | 0,679            | - |
| 1973-1974 | 7e               | 39               | 39               | 0,500            | - |
| 1977-1978 | 2e               | 35               | 16               | 0,686            | - |
| 1978-1979 | 12e              | 22               | 27               | 0,449            | - |
| 1979-1980 | 5e               | 31               | 20               | 0,608            | - |
| 1980-1981 | 4e               | 32               | 19               | 0,627            | - |
| 1981-1982 | 7e               | 27               | 24               | 0,569            | - |
| 1982-1983 | 4e               | 31               | 16               | 0,660            | - |
| 1983-1984 | 2e               | 49               | 25               | 0,662            | - |
| 1984-1985 | 6e Ouest         | 44               | 31               | 0,587            | pas qualifié |
| 1985-1986 | 1er Ouest        | 37               | 11               | 0,771            | poule finale à 4 Industriales champion                                                                                               |
| 1986-1987 | 2e Ouest         | 30               | 17               | 0,638            | poule finale à 4 Industriales 4e |
| 1987-1988 | 3e Ouest         | 34               | 14               | 0,708            | pas qualifié |
| 1988-1989 | 1er Ouest        | 38               | 10               | 0,792            | poule finale à 4 Industriales vice-champion                                                                                          |
| 1989-1990 | 2e Ouest         | 33               | 15               | 0,688            | pas qualifié |
| 1990-1991 | 4e Ouest         | 29               | 19               | 0,604            | pas qualifié |
| 1991-1992 | 1er Ouest        | 36               | 12               | 0,750            | 1/2 f. : V 3-0 Granma finale : V 4-1 Henequeneros                                                                                    |
| 1992-1993 | 1er B            | 45               | 20               | 0,692            | 1/2 f. : D 4-0 Vegueros de Pinar del Río                                                                                             |
| 1993-1994 | 1er B            | 43               | 22               | 0,662            | 1/2 f. : V 4-2 Vegueros de Pinar del Río finale : D 4-3 Naranjas de Villa Clara                                                      |
| 1994-1995 | 2e B             | 35               | 28               | 0,556            | pas qualifié |
| 1995-1996 | 1er B            | 41               | 22               | 0,651            | 1/2 f. : V 4-0 Vegueros de Pinar del Río finale : V 4-2 Naranjas de Villa Clara                                                      |
| 1996-1997 | 1er B            | 33               | 30               | 0,524            | 1/2 f. : D 4-0 Vegueros de Pinar del Río                                                                                             |
| 1997-1998 | 2e B             | 47               | 43               | 0,522            | 1/4 f. : D 3-1 Vegueros de Pinar del Río                                                                                             |
| 1998-1999 | 1er B            | 58               | 32               | 0,644            | 1/4 f. : V 3-0 Vaqueros de La Havane 1/2 f. : V 4-3 Pineros de la Isla de la Juventud finale : D 4-3 Avispas de Santiago de Cuba     |
| 1999-2000 | 1er B            | 57               | 33               | 0,633            | 1/4 f. : V 3-1 Metropolitanos Guerreros 1/2 f. : D 4-3 Vegueros de Pinar del Río                                                     |
| 2000-2001 | 2e B             | 50               | 40               | 0,556            | 1/4 f. : D 3-2 Vegueros de Pinar del Río                                                                                             |
| 2001-2002 | 2e B             | 49               | 41               | 0,544            | 1/4 f. : D 3-1 Vegueros de Pinar del Río                                                                                             |
| 2002-2003 | 1er B            | 66               | 23               | 0,742            | 1/4 f. : V 3-1 Vaqueros de La Havane 1/2 f. : V 4-1 Vegueros de Pinar del Río finale : V 4-0 Naranjas de Villa Clara                 |
| 2003-2004 | 2e B             | 52               | 38               | 0,578            | 1/4 f. : V 3-2 Gallos de Sancti Spíritus 1/2 f. : V 4-2 Vegueros de Pinar del Río finale : V 4-0 Naranjas de Villa Clara             |
| 2004-2005 | 1er B            | 59               | 30               | 0,663            | 1/4 f. : D 3-1 Gallos de Sancti Spíritus                                                                                             |
| 2005-2006 | 2e B             | 56               | 34               | 0,622            | 1/4 f. : V 3-2 Pineros de la Isla de la Juventud 1/2 f. : V 4-3 Gallos de Sancti Spíritus finale : D 4-2 Avispas de Santiago de Cuba |
| 2006-2007 | 1er B            | 53               | 36               | 0,596            | 1/4 f. : V 3-1 Gallos de Sancti Spíritus 1/2 f. : V 4-0 Vaqueros de La Havane finale : V 4-2 Avispas de Santiago de Cuba             |
| 2007-2008 | 2e B             | 53               | 35               | 0,602            | 1/4 f. : D 3-0 Vegueros de Pinar del Río                                                                                             |
| 2008-2009 | 3e B             | 37               | 53               | 0,411            | pas qualifié |
| 2009-2010 | 4e Ouest         | 47               | 43               | 0,522            | 1/4 f. : V 4-1 Gallos de Sancti Spíritus 1/2 f. : V 4-2 Vaqueros de La Havane finale : V 4-3 Naranjas de Villa Clara                 |
| 2010-2011 | 5e O             | 44               | 46               | 0,489            | pas qualifié |

## Trophées et honneurs individuels
MVP de la saison
- 1965. Urbano González
- 1967. Pedro Chávez
- 1971. Antonio Jiménez
- 1972. Agustín Marquetti
- 1986. Lázaro Vargas
- 1987. Javier Méndez
- 1996. Jorge Fumero
- 2003. Javier Méndez